# Якудоси

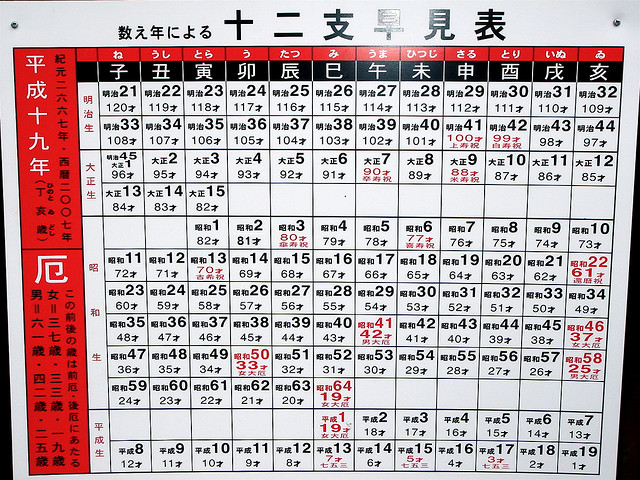
Табличка с обозначением памятных лет из синтоистского храма в Японии. Возраст по японскому календарю указан в нижней части каждой ячейки. Опасные годы жизни (якудоси) увеличены и выделены жирным красным шрифтом.

Якудоси (яп. 厄年) — несчастливые кризисные годы человеческой жизни в традиционном японском убеждении суеверного характера. Считалось, что люди в возрасте «якудоси», вероятно, испытают беды или болезни. В современной Японии преимущественно считается предрассудком прошлого.

## Описание
Для мужчин несчастливым временем был возраст 25, 42 и 61 год, а для женщин — 19, 33 и 37 лет по японскому исчислению, хотя есть местные и исторические вариации. Чтобы получить реальный (западный) возраст, от названных чисел следует отнять единицу, поскольку по традиционной японской системе определения возраста кадзоэдоси срок беременности засчитывался за один год жизни.
Год, на который выпадали якудоси, назывался «хонъяку» (яп. 本厄, «главная беда»). В каждый год, предшествующий году якудоси (яп. 前厄 маэяку, перед бедой), и в последующий (яп. 後厄 атояку, «после беды»), также полагалось быть осторожным.
Особенно недобрым, опасным возрастом для мужчин считались 42 года, а для женщин — 33 года. Этот год назывался «тайяку» (яп. 大厄, «большая беда»). Вероятно, это поверье было связано с «несчастливой» фонетикой чисел «42» и «33». Число «42» по-японски можно произнести как «си-ни», что является омофоном для слова «умереть» (яп. 死に), а число «33», когда произносится как «сандзан», означает «жестокий», «ужасный» или «катастрофический» (яп. 散々).
При достижении якудоси некоторые люди идут в синтоистские святилища для прохождения обряда изгнания нечистой силы (якубараи). Лучшим подарком, приуроченным к якудоси, считался нож или режущий предмет (яп. 刃物 хамоно, «вещь с лезвием»), который будто бы обладал мистической силой «отсечь» дурную судьбу, грозящую человеку.

## Происхождение
Представления о годах жизни, могущих быть несчастливыми, пришли в Японию из Китая через даосизм с его учением об инь и ян. Вероятно, суеверный обычай отчасти имеет под собой рациональное объяснение и связан со стрессом, наступающим вследствие кардинального изменения привычного образа жизни. Так, многие японские женщины периода Эдо обзаводились первым ребёнком около 19 (18) лет, а следовательно могли умереть во время тяжёлых родов; после 33 (32) лет детородный возраст заканчивался, из-за чего значение и положение женщины в семье сильно изменялись. А в 60 (59) лет главы семейств отходили от дел, передавая управление старшим сыновьям. Таким образом, изменения психофизической нагрузки, самооценки и жизненного уклада могли действительно негативно повлиять на человека в возрасте, близком указанному.